# Lucie Schachne
Lucie Schachne, auch Lucie Schachne-Kozuszek, später verheiratete Lucie Kaye (* 3. Januar 1918 in Berlin; † 4. Januar 2005 in London) war eine deutsch-britische Journalistin und Autorin jüdischer Herkunft. Sie emigrierte 1939 nach England, wo sie nach dem Zweiten Weltkrieg junge KZ-Überlebende betreute. Als freie Journalistin schrieb sie über jüdische und soziale Themen. Ihr bekanntestes Werk ist ein Buch über das Jüdische Landschulheim Herrlingen. Schachne hat dessen Geschichte akribisch erforscht und dabei viel biografisches Material über Lehrer und Schüler des Landschulheimes zusammengetragen.

## Leben
Schachne wurde in eine nicht religiöse, jüdische Familie geboren. Ihr Vater war aktiver Sozialdemokrat und Mitglied des Centralvereins deutscher Staatsbürger jüdischen Glaubens. In ihrem assimilierten Elternhaus war es ihr streng verboten, Jiddisch zu sprechen. Der Vater untersagte ihr auch den Beitritt zur Kadimah, der ältesten zionistischen Studentenvereinigung, sowie zum Sportverein Makkabi. 1933 trat Schachne dem Kommunistischen Schülerbund bei.

Nach der „Machtergreifung“ der Nationalsozialisten hatte Schachne „an ihrer nicht-jüdischen Schule in Berlin [...] mit immensen Schwierigkeiten zu kämpfen“. Sie wechselte daraufhin 1934 an das Jüdische Landschulheim Herrlingen. Ebenfalls 1934 kam auch der junge Lehrer Walter Isaacson an diese Schule. Ihn heiratete Schachne 1939 vor ihrer gemeinsamen Flucht nach England. 1936 legte sie mit einer Sondergenehmigung in Ulm das Abitur ab. Der Hintergrund zu diesem für Herrlingen außergewöhnlichen Ereignis: 

„Das Landschulheim hatte keine Erlaubnis, das Abitur abzunehmen. Andererseits erforderten die Aufnahmebedingungen sowohl des Rabbinerseminars als auch der jüdischen Lehrerbildungsanstalt diese Reifeprüfung. Lucie Schachne, die sich auf den Lehrerberuf vorbereitete, wurde mit Genehmigung der Ministerialabteilung für die höheren Schulen in Württemberg und nach Einwilligung des Direktors der Oberrealschule in Ulm, Dr. Frick, nach den Weihnachtsferien 1935 in die dortige Unterprima aufgenommen. Im März 1935 bestand sie die Aufnahmeprüfung für die Oberprima und im folgenden Jahr das Abitur auf dieser Schule. Bis zu diesem Termin lebte sie im Landschulheim und konnte sich dort durch Privatstunden weiter im Hebräischen und jüdischer Geschichte bilden und am Gemeinschaftsleben teilnehmen.“

Lucie Schachne, die sich 1936 in einem Brief an Hugo Rosenthal als „erste und letzte Abiturientin Herrlingens“ bezeichnete, besuchte zwischen 1936 und 1938 das 1934 gegründete Jüdische Lehrerseminars in Berlin.
Nach Heirat und Emigration im Jahre 1939 arbeitete Lucie Schachne, wie auch Walter Isaacson, an der Bunce Court School. „Sie wurde die Hausmutter für die Kinder im Landhaus und hat die Jüngsten in biblischer Geschichte unterrichtet.“ Ihre Ehe mit Walter Isaacson fand ein jähes Ende, als sich Isaacson von ihr trennte und die Schule 1942 verließ. Er heiratete 1949 Inge Reich, eine Enkelin des Pädagogen Markus Reich. Schachne heiratete kurz nach der Trennung den ebenfalls emigrierten Dramaturg und Komponist Götz Kozuszek. Über ihre weitere Zeit in der englischen Emigration gibt es kaum noch konkrete Hinweise. Im Verlagstext heißt es, sie habe außer an der Bunce Court School auch an öffentlichen Volksschulen in London gearbeitet und nach dem Krieg jüdische Jugendliche betreut, die die deutschen Konzentrationslager überlebt hatten und nach England gebracht worden waren. In Martin Gilberts Studie über diese Jugendliche finden sich allerdings keine Hinweise auf ihre Mitarbeit bei diesen Betreuungsaktionen.
Schachne kehrte 1947 nach Berlin zurück und wurde Lektorin für Englisch bei der 1946 in Berlin wiedergegründeten Weltbühne. Im Juni 1949 wurde sie verantwortliche Redakteurin von Der Weg. Zeitschrift für Fragen des Judentums. Die Zeitschrift erschien zwischen 1946 und 1953 als monatliche Beilage zur Berliner Ausgabe der Allgemeinen Wochenzeitung der Juden in Deutschland. Zudem veröffentlichte Schachne Beiträge für den RIAS, den NWDR sowie das Bulletin der Association of Jewish Refugees (AJR). 1950 wurde sie Mitglied der Repräsentanz der Jüdischen Gemeinde zu Berlin (Liberal-jüdische Gruppe). Zur Geburt einer Tochter kehrte sie im Januar 1949 nach London zurück. Später zog Schachne, nun unter dem Ehenamen „Kaye“, gänzlich in die britische Hauptstadt zurück.
Der Name „Lucie Kaye“ war lange gebräuchlich für ihre Mitarbeit in dem von der „The Association of Jewish Refugees“ (AJR) herausgegebenen AJR Journal. In dessen Special 70th Anniversary Issue vom Januar 2016 heißt es: „Lucie Schachne, 1918 in Berlin geboren und auch unter ihrem Ehenamen Lucie Kaye bekannt, schrieb häufig für das Journal und war eine der fähigsten Rezensenten.“ Mit einer Rezension aus dem Jahre 1958 erntete sie allerdings erheblichen Widerspruch auch aus jüdischen Kreisen: Sie hatte den deutschen Widerstand gegen die Nazis als unbedeutend abgetan.
In den 1970er Jahren sei Lucie Schachne Verwaltungschefin des Camden Committee for Community Relations in London gewesen und habe mit und für rassische Minderheitsgruppen gearbeitet. Anfang der 1980er Jahre muss dann die Idee entstanden sein, die Geschichte des Jüdischen Landschulheims Herrlingen aufzuschreiben. Die Anregung hierzu kam, wie Schachne in ihrer Vorbemerkung zu ihrem Buch schreibt, von dem ehemaligen Schüler Fritz Rosenheimer (Shlomo Elan oder auch Ilan), der nach Herrlingen auch Schüler der Bunce Court School gewesen war. Das Buch selber entstand durch die Zusammenarbeit einer kleinen Gruppe ehemaliger Herrlinger Lehrer Und Schüler. Bereits im Oktober 1984 hatte Schachne das Buchprojekt bei einem Seminar auf der Burg Ludwigstein vorgestellt, bei dem es um den Einfluss der Jugendbewegung und Reformpädagogik auf die Landschulheimbewegung ging. Nach dem Erscheinen des Buches kam sie dann zu einer Lesung nach Herrlingen, wo sie mit dazu beitrug, den Grundstein für die dortige Erinnerungsarbeit zu legen: „Die Erinnerung an die Geschichte der Herrlinger Landschulheime begann 1985. Nachdem ältere Besucher häufig in die Erwin-Rommel-Steige 56 kamen, um ihre alte Schule nochmals zu sehen, stellte Lucie Schachne, eine ehemalige Schülerin, an diesem Ort ihr Buch ‚Erziehung zum geistigen Widerstand‘ vor. Im Anschluss an diese Präsentation bildete sich der Arbeitskreis ‚Landschulheime Herrlingen‘. Der Arbeitskreis öffnete sich den Menschen, die dort ihre Kindheit verbracht hatten oder als Lehrer tätig waren und konnte ihr Vertrauen gewinnen. Diese wiederum ließen an ihrem Schicksal teilnehmen. So konnte ein Prozess der Erinnerung in Gang kommen, der in der Öffentlichkeit immer mehr Beachtung fand.“
In einer 2002 eröffneten Ausstellung mit dem Titel Continental Britons – Jewish Refugees from Nazi Europe, in der es um die Frage von Kultur und Identität ging, wird Lucie Schachne zu der Frage nach ihrer eigenen Identität wie folgt zitiert: „Rückblickend würde ich sagen, ich habe keine ›Heimat‹. Wenn mich jemand fragt: ‚Bist du Engländer, Deutscher, Jude?‘, würde ich immer sagen: ‚Ich bin ein in Deutschland geborener Jude, der in England lebt und sich in Hampstead zu Hause fühlt.‘ Das ist alles, was ich sagen kann.“

## Schriften (Auswahl)
- Erziehung zum geistigen Widerstand: Das jüdische Landschulheim Herrlingen 1933–1939. dipa-Verlag, Frankfurt am Main 1986, ISBN 3-7638-0509-5. Übersetzt von Martin M. Goldenberg ist das Buch 1988 auch auf Englisch erschienen:
  - Education towards spiritual resistance: The Jewish Landschulheim Herrlingen 1933–1939. dipa-Verlag, Frankfurt am Main 1988, ISBN 3-7638-0510-9.
- Einleitung In: Barry Turner: Kindertransport. Eine beispiellose Rettungsaktion. Bleicher, Gerlingen 1994, ISBN 3-88350-033-X. (auch als Aufbau-Taschenbuch, Berlin, 2001, ISBN 3-7466-8073-5)
- als Herausgeberin: Burning for the cause: [centenary celebration of] Lola Hahn Warburg 1901–1989. Alden Press, Oxford 2001. (First published in 2001 under the auspices of the Lola Hahn-Warburg Memoir Project.)